# مانچیتا
مانچیتا (به اسپانیایی: Manchita) یک شهرستان در اسپانیا است که در استان باداخس واقع شده‌است.